# Щербаков, Пётр Карпович
Пётр Ка́рпович Щербако́в (1893 год, Российская империя — 1982 год, СССР) —  участник Первой мировой войны, офицер военного времени штабс-капитан (1917), участник Гражданской войны на стороне РСФСР, начальник дивизии, полковник.

## Биография
Участник Первой мировой войны в составе 188-го пехотного Карсского полка, прапорщик, штабс-капитан (1917).
Добровольно вступил в РККА, член ВКП(б) с мая 1918 года,  занимал пост командующего Орловским военным округом (1919).

Участник советско-польской войны,  начальник 53-й стрелковой дивизии в составе 4-й армии РККА. По результатам июльского наступления советских войск на Вислу был награждён орденом Красного Знамени  РСФСР. После окончания гражданской войны вышел в запас, высшее образование получил в Геологический институте (1925). Работал на различных руководящих должностях; так, в 1935 году был одним из руководителей строительства целлюлозно-бумажного комбината на Каме, в городе Краснокамске.

## Семья
Жена: Левенштейн, Елена Михайловна (1902-1976).

Дочери: Нина Петровна (Панфилова), и Валентина Петровна (Сахновская)